# Schlacht bei Vellinghausen
Hastenbeck – Krefeld – Sandershausen – Mehr – Lutterberg 1758 – Bergen – Minden – Gohfeld – Fulda – Korbach – Emsdorf – Warburg – Rhadern – Kloster Kampen – Langensalza – Saalfeld – Vellinghausen – Arnsberg – Wilhelmsthal – Lutterberg 1762 – Brücker Mühle
Die Schlacht bei Vellinghausen war ein Gefecht des Siebenjährigen Krieges am 15./16. Juli 1761 zwischen den Alliierten und Frankreich.

## Ausgangslage
Im Februar und März 1761 startete Herzog Ferdinand von Braunschweig überraschend eine Offensive gegen die französische Armee. Deren Oberkommando war durch diesen Vorstoß zunächst überrascht, erst im Sommer konnte man sich zu einer Gegenoffensive durchringen. Charles de Rohan, Prince de Soubise, vereinte daher seine Truppen mit dem Korps Victor-François de Broglies. Mit dieser Streitmacht von 140.000 Soldaten, welche den alliierten Truppen zahlenmäßig deutlich überlegen war, wollten die Feldherren Ferdinand vernichtend schlagen. Dieser hatte sich mit seinen Truppen in einem festen Lager bei Vellinghausen eingerichtet.
Am 10. Juli unternahm Broglie zusammen mit seinem Bruder eine Erkundung der Stellungen Ferdinands, bei der er beinahe von einer preußisch-englischen Abteilung gefangen genommen worden wäre. Ein preußischer Husar konnte lediglich den Hut und das Fernrohr Broglies erbeuten.

## Schlachtverlauf
Am Nachmittag des 15. Juli begann der französische Angriff. Broglies Truppen griffen von Osten her an, während Soubise zunächst nur weiter heranmarschierte und am nächsten Tag von Süden aus angreifen sollte. Das Gefecht zog sich am ersten Tag bis ca. 22.00 Uhr hin, bevor die Dunkelheit und Erschöpfung der Kombattanten weitere Kampfhandlungen unmöglich machten. Ferdinands Armee war es im Verlauf des Gefechtes immer wieder gelungen, die Vorstöße der französischen Truppen zurückzuschlagen.
Mit Tagesanbruch des 16. Juli wurden die Gefechtshandlungen wieder aufgenommen. Broglie übernahm mit seinen Kräften den rechten Flügel und Soubise den linken. Im Verlauf des Tages scheiterten die offensiven Bemühungen der Franzosen abermals. Nachdem die Truppen Ferdinands eine wichtige Anhöhe einnehmen konnten, lösten sich die französischen Truppen schließlich auf und zogen sich fluchtartig zurück. Aufgrund des Geländes konnte Ferdinands Kavallerie die Unordnung des französischen Rückzuges nicht ausnutzen, dies ersparte den Franzosen weitere und schwerere Verluste.
Die Franzosen büßten ca. 5.000 Mann, fünf Fahnen und neun Kanonen ein, die Verbündeten unter dem Befehl Ferdinands beklagten ca. 300 Tote und 1.000 Verwundete.

## Auswirkungen
Die Schuld an der Niederlage schoben sich Broglie und Soubise gegenseitig zu. Die abermals auftretende Uneinigkeit der französischen Führung verhinderte weitere Operationen für den Rest des Jahres.

## Bericht eines Teilnehmers

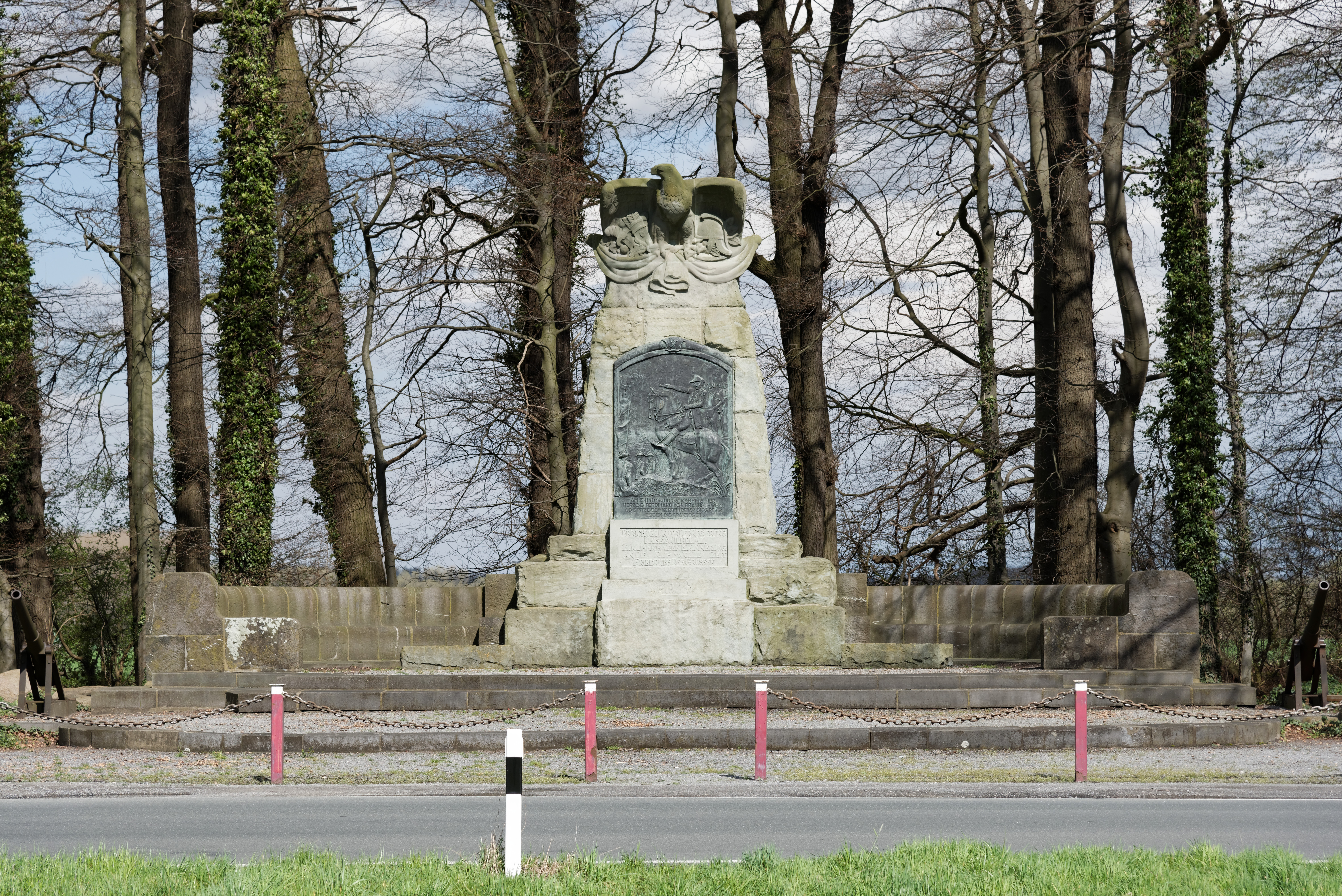
Denkmal für die Schlacht bei Vellinghausen, errichtet um 1912

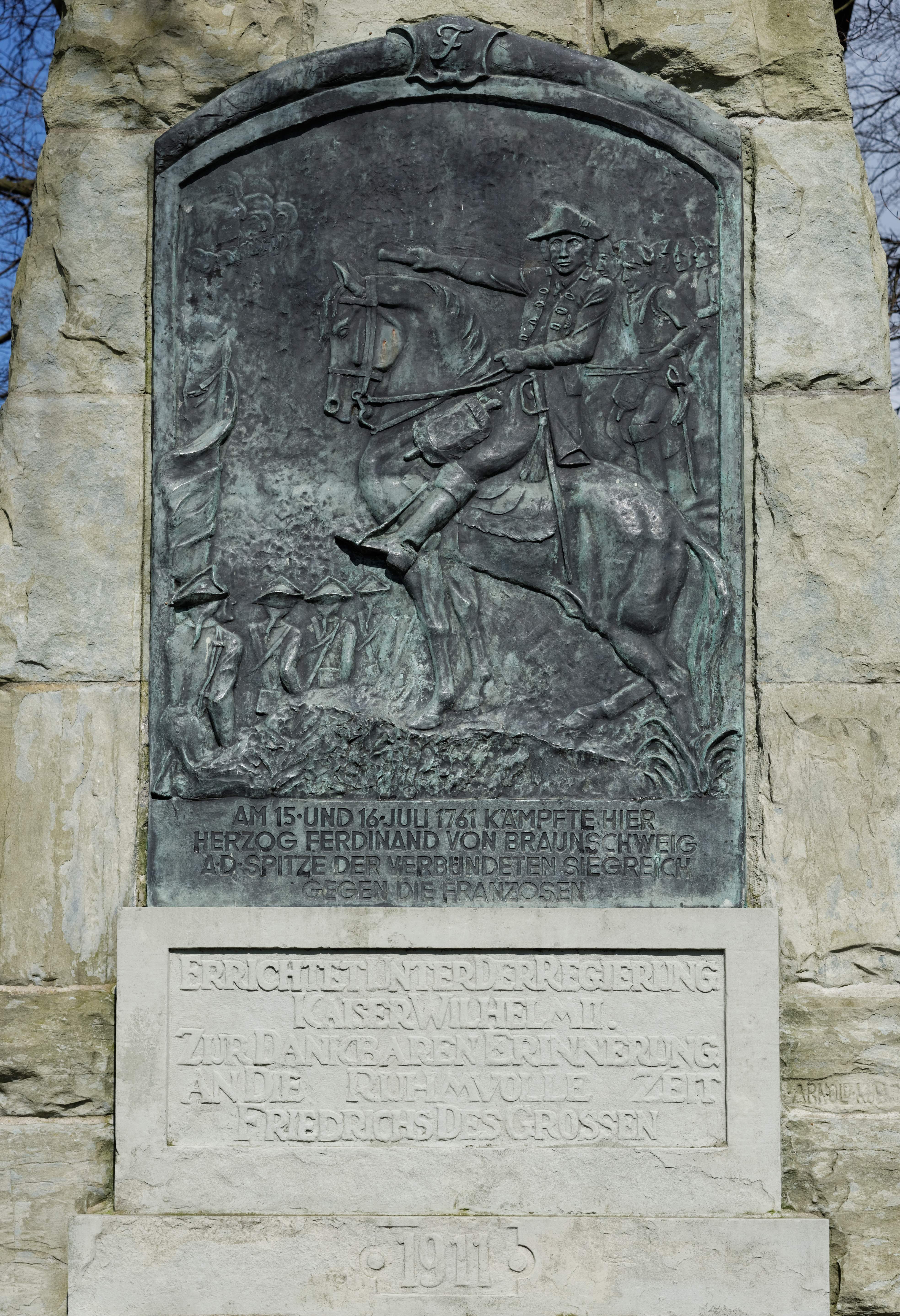
Detail am Denkmal

Nachstehender Bericht stammt aus der Feder des Obersts Ernst-Christoph von Heinemann (18. Mai 1734 – 27. Dezember 1785), seinerzeit Kommandeur des herzoglich-braunschweigischen Artilleriecorps.

„Aktion bei Wellinghausen [Vellinghausen a. d. Lippe], den 15 ten und 16 ten Juli 1761
Das Korps des Gen.Lieut. Granby [hannover- und braunschweigische Truppen] kampierte auf der Anhöh bei Süd-Denkeren [Süd-Dinker]; der rechte Flügel stieß an obengenannten Ort und der linke nach Wellinghausen, doch so, daß dieses Wellinghausen hinter dem linken Flügel lag. Die Fronte war mit couchirtem [unübersichtlichem] Terrain, als Büschen und Gruben und dem Fluße Aes [Ahse, linker Zufluss der Lippe], welcher mit den hessischen Jägern besetzt war, gedecket. Am linken Flügel auf dem Anger nach Heintrop standen die Husaren und noch weiter links ein Bataillon von Penz aus der Legion Britanique. Unsere Commandos und piqueter [von pique = Lanzen, franz. Militärsprache = Vorposten] standen dicht hinter denen Husaren postiret. Den 12 ten Juli des Nachmittags um 4 Uhr repoussirten [jmd. zurückdrängen] die Feinde unsere leichten Truppen und waren bereits bis an unsere piqueter avancieret und charmuzirten [vorrücken und scharmützeln/plänkeln] hiermit. Es wurde im Lager gleich Lärm und Alles setzete sich unters Gewehr; ein Bergschottisches Bataillon, so den linken Flügel ausmachte, mußte sogleich zum soutiens [Verstärkung] der piqueter nebst 2 Canons von uns auf unserer Flanque sich aufschließen und formiren; wir thaten einige Canon-Schüsse unter die Feinde, worauf sich selbige sogleich wieder zurückzogen; doch hatten die Bergschotten auch 1 Capitain und 30 Mann dabei verloren.
Am 13 ten und 14 ten war und blieb Alles sehr ruhig. Den 15 ten July um 3 Uhr nachmittags aber kam auf einmahl das Lermen. Der Feind rückte auf unseren linken Flügel an, wir erhielten daher Ordre, sogleich zum Ausrücken parat zu sein; es mußten auch 2 Stück 6- pfündige Canons nach dem linken Flügel fahren, es wurde aber sogleich alles wieder ruhig und die Canons kehrten nach ihrem parc wieder zurück, Um 5 Uhr aber, da Alles in Ruhe, hörten wir auf einmahl hinter unserem linken Flügel ein heftiges kleines Feuer [Gewehr-Schießen], so uns ganz nahe und bereits bei den piquetern war. Alles lief hierauf sogleich zu Gewehr und setzten uns in Marsch, um uns auf unserer Flanque auf der Anhöhe hinter den Busch zu formiren und zu postiren. Wir waren aber kaum auf diesem Platz angelangt und die Regiments-Canons postiret, so hatten wir auch schon ganz nahe vor uns, etwa 500 Schritt, 1 feindliches Bataillon gehabt aufmarchiret – und wenige Canon-Schüsse hatten wir getan, so erhielten wir schon die feindliche Canonade, ohngeachtet wir fleißig feyerten und die Munition meistens verschossen, so wurden die Feinde uns doch gar baldt in der Anzahl der Canons als deren Größe überlegen und dies machete unseren großen Verlust, welcher unendlich grösser sein müssen, wenn wir nicht eine Anhöhe und sie aber einen Grund [Tal] gehabt, daß dadurch die mehrsten Kugeln über [uns] weggingen. Unter dieser Zeit wurde unser Lager durch Zurückgelassene abgebrochen und die Bagage sodann weggeschicket; dabei aber geschah es, daß die Canon Kugeln, so über uns wegpaßireten, unser Lager erreichten und daselbst noch Leute getödtet hatten. Die feindliche Infanterie zog sich immer rechts, um uns die linke Flanque abzugewinnen und das kleine Feuer fing an unserem linken Flügel bei der Legion Britanique bereits stark an. Wir hatten also etwa 1½ Stunden diesen Posten behauptet, so mußten wir uns etwas zurück von der Anhöhe nach dem Lager hinter dem Busch [Wald] ziehen und, da die Feinde sich mehr und mehr links zogen und allda durchbrechen wollten, so mußte unser Regiment links in’s Holtz, um die Feinde allda abzuhalten oder zu delogieren [zu vertreiben]. Das kleine Musquetenfeuer ging daselbst auf das entsetzlichste an und dauerte auch bis zur Dunkelheit der Nacht; fast alle Munition hatte die Infanterie verschossen und war auch nicht capable [fähig] gewesen, die Feinde wieder aus dem Holtze zu delogiren. Das Regiment hatte sich also aus dem Holze heraus auf ein Camp gezogen, davor herdurch ein kleiner hohler Weg ging. Der linke Flügel stand an Wellinghausen, welches Schloß mit 100 Mann besetzt war. Auf der anderen Seite von Wellinghausen standen die Bergschotten und Legion Britanique. In dieser Stellung blieben wir durch die Nacht, welche durch ihre Dunkelheit nur allein eine Pause im Feuern machte. Das Wutgenauische Corps stieß die Nacht an unseren linken Flügel, um die große Straße nach Hamm zu vertheidigen, wo auch die Nacht durch immer gefeuert wurde und wo die Feinde am heftigsten anrückten.
In dieser Nacht nun waren die Feinde bis auf die Anhöhe, die wir verlassen, vorgerückt, hatten daselbst schwere Canons placiret und wie der Tag des 16 ten July nur etwas an zu grauen fing, so erhielten wir daher die heftigste Canonade und da dies recht auf unsrer Flanque war, so hatten wir das heftigste Canon und Cartätschenfeuer en flanque.Von dem Regiment würde ohne Zweifel wenig überblieben sein, wenn man sich nicht des Vortheils der Situation bedient und sich in den kleinen hohlen Weg, so nur einige Schritte vor der fronte war, gelegt hätte. En fronte brachte uns der Feind auf 350 Schritte nahe 10-Pfund- und 16-Pfund-Canons, womit er uns trefflich fassen und föllig zu Grunde richten konnte, es aber nicht so sehr that, weil wir ihm ziemlich verdeckt standen. Wir behaupteten also unseren Platz immer noch. Das kleine Feuer fing hierauf links hinter Wellinghausen bei dem Wutgenauischen Corps immer stärker an und wurde daselbst unsererseits durch die heftigste Canonade unterstützet. Der Feinde ihre Hauptabsicht war also, auf diesem Weg nach Hamm durchzudringen und uns von der Lippe zu coupiren [abzuschneiden]; Sie macheten daher die heftigsten attaquen daselbst hintereinander und ließen ein Regiment hinter einem anderen vor uns vorbei dahin marchiren, welchen wir dann auch nichts aus unseren Canons schenketen, also daß unsere Regiments-Canons alle Kugeln verschossen hatten. Das Feuer continuirte [dauerte an] also auf das heftigste bis etwa 8 Uhr, da das Corps des Generallieutenants von Spörken noch zu unserem Flügel ankam und der General Braun mit einer Brigade Artillerie dem Feinde auf das heftigste zusetzte, daß wir dem Feind also überlegen wurden.
Der Durchlauchtigste Prinz Friedrich [von Braunschweig] brachte dann endlich mit dero Regiment und anderen Regimentern vom Wutgenauischen Corps den Feind zum Weichen durch dero muthiges Vorrücken. Die Feinde haben in der Gegend durch das Artillerie- und das kleine Feuer terrible verloren. Die Feinde mußten auf 300 Schritt ihre retraite [Rückzug] vor uns vorbei nehmen und wir säumeten nicht, diesen aus unseren Regiments-Canons mit Cartätschen und wieder erhaltenen Kugeln den Vorbei-Pass recht heiß zu machen, folgten auch mit dem Regiment sogleich nach. Sie lieffen aber so entsetzlich, daß nur Cavallerie sie hätte einholen können, wenn solche so nahe gewesen und in den Büschen etwas hätte ausrichten können, Die Feinde wurden also bis auf 1 starke Stunde nach Höltrop [Hultrop] durch das ganze Corps verfolgt, ein ganzes französisches Regiment wurde durch die englischen Grenadiere coupiret [abgeschnitten] und gefangen gemacht und wir bekamen 2 Canons, so die Feinde auf der Retraite verlassen. Die Defilees [Engstellen, militärisch gesehen also gut zu verteidigende Stellen im Gelände] hinter Höltrup, so die Feinde besetzet hatten, hinderten wohl, ihn weiter zu verfolgen und wir marschiereten also um 1 Uhr Mittags wieder nach dem vor der Affaire gehabten Lager zurück.“

## Fundstücke
Reliquien und Fundstücke werden im Heimathaus zu Welver ausgestellt.